# Kanton Nogent
Der Kanton Nogent ist ein französischer Wahlkreis in den Arrondissements Chaumont und Langres im Département Haute-Marne und in der Region Grand Est; sein Hauptort ist Nogent. Vertreter im Generalrat des Départements war von 2001 bis 2009 Michel Brocard, ihm folgte 2009 bis 2015 Anne-Marie Nédelec nach. Seit 2015 sind Francis Arnoud und Anne-Marie Nedelec Vertreter im Generalrat.

## Gemeinden
Der Kanton besteht aus 29 Gemeinden mit insgesamt 11.824 Einwohnern (Stand: 1. Januar 2022) auf einer Gesamtfläche von 406,24 km²:
| Gemeinde            | Einwohner 1. Januar 2022 | Fläche km² | Dichte Einw./km² | Code INSEE | Postleitzahl | Arrondissement |
| ------------------- | ------------------------ | ---------- | ---------------- | ---------- | ------------ | -------------- |
| Ageville            | 302                      | 19,55      | 15               | 52001      | 52340        | Chaumont       |
| Andilly-en-Bassigny | 106                      | 8,42       | 13               | 52009      | 52360        | Langres        |
| Bannes              | 364                      | 9,16       | 40               | 52037      | 52360        | Langres        |
| Biesles             | 1.334                    | 23,84      | 56               | 52050      | 52340        | Chaumont       |
| Bonnecourt          | 131                      | 10,88      | 12               | 52059      | 52360        | Langres        |
| Changey             | 290                      | 6,67       | 43               | 52105      | 52360        | Langres        |
| Charmes             | 149                      | 6,04       | 25               | 52108      | 52360        | Langres        |
| Cuves               | 25                       | 5,40       | 5                | 52159      | 52240        | Chaumont       |
| Dampierre           | 385                      | 16,39      | 23               | 52163      | 52360        | Langres        |
| Esnouveaux          | 303                      | 16,87      | 18               | 52190      | 52340        | Chaumont       |
| Forcey              | 60                       | 5,28       | 11               | 52204      | 52700        | Chaumont       |
| Lanques-sur-Rognon  | 212                      | 13,12      | 16               | 52271      | 52800        | Chaumont       |
| Louvières           | 90                       | 8,62       | 10               | 52295      | 52800        | Chaumont       |
| Mandres-la-Côte     | 558                      | 11,30      | 49               | 52305      | 52800        | Chaumont       |
| Marnay-sur-Marne    | 333                      | 10,62      | 31               | 52315      | 52800        | Chaumont       |
| Neuilly-l’Évêque    | 591                      | 23,76      | 25               | 52348      | 52360        | Langres        |
| Ninville            | 59                       | 9,03       | 7                | 52352      | 52800        | Chaumont       |
| Nogent              | 3.562                    | 54,63      | 65               | 52353      | 52800        | Chaumont       |
| Orbigny-au-Mont     | 135                      | 9,35       | 14               | 52362      | 52360        | Langres        |
| Orbigny-au-Val      | 96                       | 7,55       | 13               | 52363      | 52360        | Langres        |
| Plesnoy             | 109                      | 9,03       | 12               | 52392      | 52360        | Langres        |
| Poinson-lès-Nogent  | 142                      | 10,67      | 13               | 52396      | 52800        | Chaumont       |
| Poiseul             | 71                       | 4,58       | 16               | 52397      | 52360        | Langres        |
| Poulangy            | 358                      | 17,39      | 21               | 52401      | 52800        | Chaumont       |
| Rolampont           | 1.364                    | 49,10      | 28               | 52432      | 52260        | Langres        |
| Sarcey              | 99                       | 7,22       | 14               | 52459      | 52800        | Chaumont       |
| Thivet              | 276                      | 15,37      | 18               | 52488      | 52800        | Chaumont       |
| Vesaignes-sur-Marne | 103                      | 8,45       | 12               | 52518      | 52800        | Chaumont       |
| Vitry-lès-Nogent    | 217                      | 7,95       | 27               | 52541      | 52800        | Chaumont       |
| Kanton Nogent       | 11.824                   | 406,24     | 29               | 5211       | –            | –              |

Bis zur landesweiten Neuordnung der Kanton 2015 bestand der Kanton Nogent aus den 16 Gemeinden Ageville, Biesles, Esnouveaux, Is-en-Bassigny, Lanques-sur-Rognon, Louvières, Mandres-la-Côte, Marnay-sur-Marne, Ninville, Nogent (Hauptort), Poinson-lès-Nogent, Poulangy, Sarcey,  Thivet, Vesaignes-sur-Marne und Vitry-lès-Nogent. Sein Zuschnitt entsprach einer Fläche von 254,00 km². Er besaß vor 2015 einen anderen INSEE-Code als heute, nämlich 5221.

## Bevölkerungsentwicklung
| 1962 | 1968   | 1975   | 1982   | 1990 | 1999 | 2009 |
| ---- | ------ | ------ | ------ | ---- | ---- | ---- |
| 9268 | 10.105 | 10.009 | 10.089 | 9642 | 9312 | 9089 |